# Kevin de la Noy
Kevin W. de la Noy (* 1962 in Cambridge, Vereinigtes Königreich) ist ein britischer Filmproduzent.

## Leben und Karriere
Kevin de la Noy kam Mitte der 1980er Jahre zum Film als Set-Runner. Er wurde später als Regieassistent und Location-Manager (beispielsweise bei Alien 3, 1492 – Die Eroberung des Paradieses oder Das fünfte Element) eingesetzt. Er ist überwiegend in der Filmproduktionsleitung tätig und als Executive Producer (entspricht der deutschen Herstellungsleitung).

## Filmografie (Auswahl)

### Als Production Manager
- 1997: Titanic
- 2000: Mission: Impossible II
- 2001: Ali
- 2003: Last Samurai (The Last Samurai)
- 2003: Timeline
- 2008: The Dark Knight

### Als Executive Producer
- 1998: Der Soldat James Ryan (Saving Private Ryan)
- 2006: Blood Diamond
- 2009: Public Enemies
- 2010: Kampf der Titanen (Clash of the Titans)
- 2012: Zorn der Titanen (Wrath of the Titans)
- 2012: The Dark Knight Rises
- 2016: Die Unfassbaren 2 (Now You See Me 2)

## Einzelnachweis
1. ↑  Kevin de la Noy auf findmypast.co

| Personendaten    | Personendaten                     |
| ---------------- | --------------------------------- |
| NAME             | De la Noy, Kevin                  |
| ALTERNATIVNAMEN  | De la Noy, Kevin W.               |
| KURZBESCHREIBUNG | britischer Filmproduzent          |
| GEBURTSDATUM     | 1962                              |
| GEBURTSORT       | Cambridge, Vereinigtes Königreich |